# 音楽産業廃棄物〜P-MODEL OR DIE
『音楽産業廃棄物〜P-MODEL OR DIE』（おんがくさんぎょうはいきぶつ ピー・モデル・オア・ダイ）は、日本の音楽グループP-MODELの12枚目のアルバム。オリジナルアルバムとしては「培養」宣言（活動休止）前最後のアルバムとなった。

## 概要
1999年にP-MODEL・平沢進は活動20周年を迎えその記念として「音楽産業廃棄物〜P-MODEL OR DIE」という一大プロジェクトを開始、MP3を使いインターネットでさまざまなイベントが行われた。そのイベント中に最新アルバムもMP3で発売されることになる。
まずMP3配信の障害となるため、P-MODELおよび平沢進はそれまで所属していた日本コロムビアを離脱し、日経ネットナビのウェブサイトにP-PLANTを立ち上げ、MP3配信を行なった。また、パソコンを所持していないリスナーもいるため、インディーズレーベルのMAGNETよりCDが発売された。
2015年11月25日に再発売された。

## 収録曲
1. 論理空軍 - Logic Airforce
  - 作詞・作曲：平沢進／編曲：P-MODEL

PVはモニターテレビのついた飛行機（平沢曰くユンカース）にメンバーが搭乗し、レコード会社を爆撃する内容となっている。このPVは同名のDVDにも収録されている。
2009年のインタラクティブ・ライブ「点呼する惑星」の1曲目に演奏され、同じ飛行機にAstro-Hue!が搭乗した映像が使用された。
2014年の平沢進×核P-MODELのライブ「HYBRID PHONON」でも演奏された。
2021年のノン・インタラクティブ・ライブ「24曼荼羅」にて1日目の2曲目に演奏された。
『P-PLANT CD Vol.1』には、P-PLANTでサンプルとしてMP3配信されていたデモバージョンが収録されている。
2. ローレシア - Lauretian
  - 作詞・作曲：小西健司／編曲：P-MODEL
3. 回収船 - Recovery Ship
  - 作詞・作曲：平沢進／編曲：P-MODEL

2019年1月14日に行われた核P-MODELライブ「回＝回」追加公演の1曲目として演奏された。
4. Moon Plant-Ⅱ
  - 作詞・作曲：平沢進／編曲：P-MODEL

元々「Moon Plant（のちにMoon Plant-I）」が収録される予定だったが、あまりにも平沢ソロ的すぎるとして没になり、こちらのバージョンが収録された。「I」は1999年10月29日に「アンケートウェア」としてフル・ヴァージョンが公開され、2000年リリースのヴァリアス・アーティスト作品『World Wide Kind』、2002年リリースの『太陽系亞種音』にも収録された。
5. Heaven 2000
  - 作詞・作曲：小西健司／編曲：P-MODEL

『Perspective』収録の楽曲「HEAVEN」を基に、4-Dの楽曲「After Dinner Party」の手法が用いられている。両曲は発表された1982年当時から類似点が指摘されていた。
2016年6月8日にSoundCloudにて、小西、福間、元P-MODELメンバーであり、4-D mode1メンバーでもある横川理彦の3人により『Heaven3000 -Yokogawa-Mix』が配信された。なお、サビの「Heaven 2 1000」は英語で歌われているが、本アレンジではドイツ語で歌われている。
6. Ancient Sounds
  - 作詞・作曲：小西健司／編曲：P-MODEL
7. Rehash
  - 作詞・作曲：小西健司／編曲：P-MODEL
8. Waste Cabaret
  - 作詞・作曲：平沢進／編曲：P-MODEL
9. Mind Scape
  - 作詞・作曲：小西健司／編曲：P-MODEL
10. DUSToidよ歩行は快適か? - DUSToid
  - 作詞・作曲：平沢進／編曲：P-MODEL

核P-MODELのライブ『トーキョー・ビストロン』でも演奏された。
後に平沢ソロ『突弦変異』でリメイクされ、その後のライブではそちらのバージョンで演奏されている。
2013年にはインタラクティブ・ライブ「ノモノスとイミューム」で演奏された。
2023年には『HYBRID PHONON 2566』東京公演において演奏された。その際、アレンジは『突弦変異』のものであったがP-MODELの曲として扱われた。

## 参加ミュージシャン
- 平沢進 - ボーカル、ギター
- 福間創 - System-1、バックグラウンド・ボーカル
- 小西健司 - System-2、バックグラウンド・ボーカル